# Cupido tsiphana
Cupido tsiphana är en fjärilsart som beskrevs av Jean Baptiste Boisduval 1833. Cupido tsiphana ingår i släktet Cupido och familjen juvelvingar. Inga underarter finns listade i Catalogue of Life.